# Manson (Iowa)
Pour les articles homonymes, voir Manson.
Manson est une ville du comté de Calhoun, en Iowa, aux États-Unis.
La ville est fondée en 1872, sur le tracé de la ligne de chemin de fer Dubuque and Sioux City Railroad. Elle est incorporée le 5 mai 1877.

## Source de la traduction
- (en) Cet article est partiellement ou en totalité issu de l’article de Wikipédia en anglais intitulé « Manson, Iowa » (voir la liste des auteurs).